# Rennellmangrovezanger
De rennellmangrovezanger (Gerygone citrina) is een zangvogel uit de familie Acanthizidae (Australische zangers).

## Verspreiding en leefgebied
De vogel is endemisch op het eiland Rennell (zuidwestelijke Salomonseilanden).